# Evrovizijska Melodija 2021
La venticinquesima edizione di Evrovizijska Melodija si è tenuta il 27 febbraio 2021 presso gli studi televisivi di RTV Slovenija a Lubiana e ha celebrato il sessantesimo anniversario dalla prima apparizione slovena all'Eurovision Song Contest, comprese le apparizioni come parte della Jugoslavia.
Nel programma, inoltre, è stato presentato Amen, il brano rappresentante della Slovenia all'Eurovision Song Contest 2021 di Rotterdam.

## Organizzazione
Dopo la cancellazione dell'Eurovision Song Contest 2020 a causa della pandemia di COVID-19, il 18 maggio 2020 RTV Slovenija (RTV SLO) ha confermato la partecipazione del paese all'edizione del 2021, ospitata nuovamente dalla città olandese di Rotterdam. Inoltre è stato annunciato che Ana Soklič, vincitrice dell'edizione precedente, è stata riconfermata come rappresentante eurovisiva slovena.
Il successivo 13 luglio l'emittente ha confermato il ritorno di Evrovizijska Melodija (EMA) per coinvolgere il pubblico nella scelta del brano eurovisivo. Lo stesso giorno l'emittente ha aperto la possibilità a tutti gli autori interessati di inviare brani per il festival, con il 30 settembre 2020 come scadenza. Delle 191 canzoni ricevute, una giuria composta da tre esperti nel settore aveva selezionato le tre possibili proposte per la finale televisiva del 27 febbraio 2021.
Il 5 febbraio è stato successivamente confermato che il brano è stato selezionato internamente dall'emittente e sarebbe stato presentato durante la serata evento.

## Scaletta della serata
La serata evento si è tenuta il 27 febbraio 2021 presso lo Studio 1 di Lubiana. La serata è stata strutturata in maniera simile allo speciale Eurovision: Europe Shine a Light, ove con intermezzi video di esibizioni prese dalle edizioni precedenti è stata mostrata la storia della partecipazione nazionale alla manifestazione canora.
Hanno preso parte alla serata, tramite collegamento video, anche Ditka Haberl (rappresentante della Jugoslavia all'Eurovision Song Contest 1975 con i Pepel in kri), Emilija Kokić (vincitrice dell'Eurovision Song Contest 1989 con i Riva), Tajči (rappresentante della Jugoslavia all'Eurovision Song Contest 1990), Cole Moretti (rappresentante della Slovenia all'Eurovision Song Contest 1993 con i 1X Band), i Zalagasper (rappresentanti della Slovenia all'Eurovision Song Contest 2019), Tomaž Mihelič (rappresentante della Slovenia all'Eurovision Song Contest 2002 con le Sestre), Alenka Gotar (rappresentante della Slovenia all'Eurovision Song Contest 2007), Darja Švajger (rappresentante della Slovenia all'Eurovision Song Contest 1995 e 1999), Omar Naber (rappresentante della Slovenia all'Eurovision Song Contest 2005 e 2017), Tinkara Kovač (rappresentante della Slovenia all'Eurovision Song Contest 2014), Rebeka Dremelj (rappresentante della Slovenia all'Eurovision Song Contest 2008), Nuša Derenda (rappresentante della Slovenia all'Eurovision Song Contest 2001), Maja Keuc (rappresentante della Slovenia all'Eurovision Song Contest 2011), Anžej Dežan (rappresentante della Slovenia all'Eurovision Song Contest 2006), Eva Boto (rappresentante della Slovenia all'Eurovision Song Contest 2012) e Sieste Bakker (produttore esecutivo dell'Eurovision Song Contest 2021).
| Ordine | Anno | Paese       | Artista/Gruppo            | Lingua       | Canzone                 |
| ------ | ---- | ----------- | ------------------------- | ------------ | ----------------------- |
| 1      | 1961 | Jugoslavia  | Ljiljana Petrović         | Serbo-croato | Neke davne zvezde       |
| 2      | 1966 | Jugoslavia  | Berta Ambrož              | Sloveno      | Brez besed              |
| 3      | 1967 | Jugoslavia  | Lado Leskovar             | Sloveno      | Vse rože sveta          |
| 4      | 1970 | Jugoslavia  | Eva Sršen                 | Sloveno      | Pridi, dala ti bom cvet |
| 5      | 1975 | Jugoslavia  | Pepel in Kri              | Sloveno      | Dan ljubezni            |
| 6      | 1989 | Jugoslavia  | Riva                      | Serbo-croato | Rock Me                 |
| 7      | 1990 | Jugoslavia  | Tajči                     | Serbo-croato | Hajde da ludujemo       |
| 8      | 1990 | Italia      | Toto Cutugno              | Italiano     | Insieme: 1992           |
| 9      | 1993 | Slovenia    | 1X Band                   | Sloveno      | Tih deżeven dan         |
| 10     | 1995 | Slovenia    | Darja Švajger             | Sloveno      | Prisluhni mi            |
| 11     | 1999 | Slovenia    | Darja Švajger             | Inglese      | For a Thousand Years    |
| 12     | 2001 | Slovenia    | Nuša Derenda              | Inglese      | Energy                  |
| 13     | 2002 | Slovenia    | Sestre                    | Sloveno      | Samo ljubezen           |
| 14     | 2006 | Slovenia    | Anžej Dežan               | Inglese      | Mr Nobody               |
| 15     | 2007 | Slovenia    | Alenka Gotar              | Sloveno      | Cvet z juga             |
| 16     | 2008 | Slovenia    | Rebeka Dremelj            | Sloveno      | Vrag naj vzame          |
| 17     | 2011 | Slovenia    | Maja Keuc                 | Inglese      | No One                  |
| 18     | 2012 | Slovenia    | Eva Boto                  | Sloveno      | Verjamem                |
| 19     | 2013 | Paesi Bassi | Anouk                     | Inglese      | Birds                   |
| 19     | 2014 | Paesi Bassi | The Common Linnets        | Inglese      | Calm After the Storm    |
| 19     | 2019 | Paesi Bassi | Duncan Laurence           | Inglese      | Arcade                  |
| 20     | 2014 | Slovenia    | Tinkara Kovač             | Inglese      | Round and Round         |
| 21     | 2017 | Slovenia    | Omar Naber                | Inglese      | On My Way               |
| 22     | 2018 | Slovenia    | Lea Sirk                  | Sloveno      | Hvala, ne!              |
| 23     | 2019 | Slovenia    | Zala Kralj & Gašper Šantl | Sloveno      | Sebi                    |
| 24     | 2020 | Slovenia    | Ana Soklič                | Sloveno      | Voda                    |
| 25     | 2021 | Slovenia    | Ana Soklič                | Inglese      | Amen                    |